# Doroteo Elorriaga
Doroteo Elorriaga Barrueta, detto Doro (Sestao, 22 aprile 1916 – 25 ottobre 2005), è stato un calciatore spagnolo, di ruolo attaccante.

## Carriera
Iniziò la carriera nel Sestao Sport Club, squadra della sua località natale, militante nelle categorie regionali.
Nel 1934, a 18 anni, fu chiamato nell'Athletic Club. Con la squadra di Bilbao disputò una sola partita, il 15 marzo 1936 contro il Valencia. In quella stagione il club basco vinse il campionato spagnolo, prima dello scoppio della guerra civile spagnola.
Il campionato fu sospeso per tre anni a causa del conflitto.
Nel 1939 Doro passò al Zaragoza Football Club, formazione della città di Saragozza, in Aragona. La squadra era alla prima stagione in massima serie della sua storia. Doro esordì in Primera División con il Saragozza il 3 febbraio 1939 in occasione della prima partita di campionato, vinta per 3-2 contro il Celta Vigo, segnando anche un gol. 
Nel 1941 passò al Barakaldo, dove militò per otto stagioni prima di ritirarsi.

## Palmarès

### Club

#### Competizioni nazionali
- Primera División: 1

Athletic Club:  1935-1936